# Kışlaköy, Sungurlu
Kışlaköy là một xã thuộc huyện Sungurlu, tỉnh Çorum, Thổ Nhĩ Kỳ. Dân số thời điểm năm 2010 là 102 người.